# Hugo Portier
Hugo Portier (Gistel, 7 juli 1941 - Deurne, 7 december 2022) was de voorzitter van het Algemeen Nederlands Zangverbond van 1993–2004. In die functie volgde hij Richard Celis op en trad daarbij in de voetsporen van zijn vader Valeer Portier.
Onder zijn hoede werden opmerkelijke projecten gerealiseerd: "EuroChor-Vlaanderen 1993", waarvoor het ANZ de titel "Cultureel Ambassadeur van Vlaanderen" verwierf, het oratorium "De Oorlog" van Peter Benoit, het opstarten van de Nekka-traditie en de Actie voor een Vlaamse Grondwet. Belangrijk ook was de organisatie van "Flandria Cantat" in de Elisabethzaal t.g.v. de 50ste verjaardag van het ANZ. Meer dan 1000 koorzangers uit gans Vlaanderen brachten een aangepast en gevarieerd programma. 
In 2004 gaf hij wegens gezondheidsredenen de fakkel door aan Bruno Valkeniers.